# Lichtveld
Onder het lichtveld wordt de functie verstaan die de hoeveelheid licht beschrijft die in ieder punt van de driedimensionale ruimte in alle richtingen straalt.

## Historie
Michael Faraday beschreef in zijn Thoughts on Ray Vibration als eerste dat licht als een veld kan worden geïnterpreteerd, op soortgelijke wijze als magnetische velden, waar hij een aantal jaren aan had gewerkt. Het begrip lichtveld werd ingevoerd door Alexander Gershun, in een publicatie over stralingseigenschappen van licht in de driedimensionale ruimte. In de recentere geschiedenis van de computergraphics werd de definitie nog enigszins gewijzigd..

## De plenoptische functie
De geometrische optica gaat onder meer uit van incoherente straling en golflengtes die veel kleiner zijn dan de afmetingen van de beschouwde voorwerpen. Licht wordt beschreven als lichtstralen. De hoeveelheid licht die langs deze stralen wordt getransporteerd, is de stralingsdichtheid L, met als vermogen (eenheid watt) per ruimtehoek (steradiaal) per oppervlakte (vierkante meter) van de dwarsdoorsnede.
De verdeling van de stralingsdichtheid langs de lichtstralen in een gedeelte van de driedimensionale ruimte, die door stationaire, niet in de tijd veranderende lichtbronnen wordt veroorzaakt, wordt de plenoptische functie genoemd. De plenoptische functie is een geïdealiseerde functie die in de beeldverwerking en in de computergraphics wordt gebruikt om een beeld vanuit elke willekeurige positie, vanuit elke kijkhoek en op elk tijdstip te bekijken. In de praktijk wordt de plenoptische functie echter niet gebruikt, maar hij is nuttig voor het begrijpen van allerlei andere concepten uit de beeldverwerking en de computergraphics. Daar rechte stralen beschreven kunnen worden door drie ruimtelijke coördinaten (x, y en z) en twee hoeken (θ en φ), is het een vijfdimensionale functie. (Desgewenst kunnen golflengte, polarisatiehoek en tijd als extra variabelen worden beschouw, zodat een hogerdimensionale functie ontstaat.)
Net als Adelson definieerde Gershun het lichtveld in ieder punt in de ruimte als een vijfdimensionale functie. Hij behandelde het als een oneindig grote verzameling vectoren, voor elke invalsrichting en oriëntatie op een punt, met lengtes evenredig met de stralingsdichtheid. Integratie van deze vectoren over alle mogelijke richtingen vanuit een punt levert één scalaire waarde op – het vermogen per oppervlakte-eenheid. Het diagram, overgenomen uit de publicatie van Gershun, illustreert de berekening voor het geval van twee lichtbronnen. In de computergraphics wordy deze vectorfunctie van de driedimensionale ruimte ook wel het bestralingsstrerkte-vectorveld genoemd. De vectorrichting van een punt in het lichtveld kan worden geïnterpreteerd als de richting van de normaal van een oppervlak die zodanig in een punt wordt gepositioneerd dat de maximale bestralingssterkte wordt bereikt.
Het woord plenoptisch is afgeleid van het Latijnse plenus (vol, volledig) en het Griekse οψις opsis (het zien).

## Het vierdimensionale lichtveld
Als een scène een concaaf object bevat (zoals een deel van een gekromde hand), dan wordt licht dat vanaf een punt van dat object komt, na een kleine afstand door een ander punt van dat object tegengehouden. In de praktijk kan geen enkel meetapparaatin zo’n scène  de plenoptische functie bepalen. Wordt de scène daarentegen beperkt tot convexe voorwerpen, kan de plenoptische functie heel eenvoudig (zelfs met een digitale camera) worden bepaald. Bovendien bevat deze functie in dit geval zelfs redundante informatie, omdat de stralingsdichtheid langs de lichtstraal niet verandert. De reduntante informatie beperkt zich tot één dimensie, zodat een vierdimensionale functie hier voldoende is. Parry Moon noemde deze functie het fotonische veld, terwijl onderzoekers op het gebied van computergraphics dit een 4D lichtveld of lumigram noemen. Formeel is het 4D lichtveld gedefinieerd als de stralingsdichtheid langs lichtstralen in een lege ruimte.
De verzameling van stralen in een lichtveld kan op verschillende manieren worden geparametriseerd, waarvan er hier slechts enkele worden genoemd. De meestgebruikte parametrisering is die in de vorm van twee vlakken. Deze vorm kan niet alle stralen beschrijven, zoals stralen die evenwijdig aan beide vlakken lopen (als beide vlakken onderling evenwijzig zijn). Het voordeel is echter dat de beschrijving nauw verwant is aan de analytische meetkunde bij de perspectivische afbeelding. Een eenvoudige manier om de tweevlakkenvorm van het lichtveld voor te stellen, is als verzameling van vele perspectivische beelden van het st-vlak (en ieder voorwerp dat daarboven of daarbuiten ligt) en waarbij elk daarvan is opgenomen vanuit een andere waarnemingspositie in het uv-vlak. Een op deze wijze geparametriseerd lichtveld wordt soms een light slab ("lichtplak") genoemd.

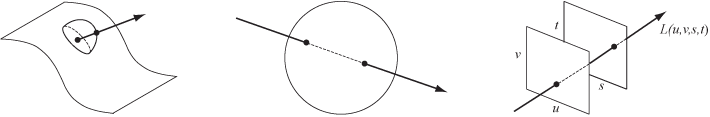
Verschillende vormen van parametrisering van het vierdimensionale lichtveld ten opzichte van de lichtstroom in een lege ruimte.
Links: Punten op een plat of gekromd oppervlak, en richtingen die van de punten vandaan wijzen.
Midden: Puntenparen op het oppervlak van een bol.
Rechts: Puntenparen op twee oppervlakken (in elke willekeurige positie).

Opgemerkt dient te worden dat de term "light slab" niet betekent dat het vierdimensionale lichtveld equivalent is met twee tweedimensionale vlakken (die zijn slechts tweedimensionaal). Zo komt een puntenpaar op positie (0, 0) in het st-vlak en (1, 1) in het uv-vlak overeen met een straal in de ruimte, hoewel ook andere stralen door het punt (0, 0) in het st-vlak of door het punt (1, 1) in het uv-vlak vallen. Het puntenpaar echter beschrijft alleen deze ene straal, en niet alle andere stralen.

## Analogie in de akoestiek
Het met het vierdimensionale lichtveld overeenkomende begrip in de akoestiek is het geluidsveld of golfveld, zoals gebruikt in de golfveldsynthese. Dit wordt beschreven door de Kirchhoff-Helmholtzintegraal, die stelt dat zonder obstakels in de ruimte het geluidsveld als functie van de tijd gegeven wordt door de geluidsdruk in een vlak. Dat is dus een tweedimensionale veld, of driedimensionaal wanneer ook de tijd wordt meegenomen.
Dat het geluidsveld tweedimensionaal is (in tegenstelling tot het vierdimensionale lichtveld) komt doordat het licht zich in de vorm van stralen voortplant (nuldimensionaal op een punt in de ruimte of in de tijd, eendimensionaal als functie van de tijd). Een geluidsgolffront daarentegen kan op grond van het principe van Huygens als sferische golf worden voorgesteld (tweedimensionaal in een punt in de ruimte of in de tijd, driedimensionaal als functie van de tijd). Licht plant zich in één richting voort (tweedimensionaal als functie van de tijd), terwijl geluid zich in alle richtingen voortplant.

## Genereren van lichtvelden
Lichtvelden zijn fundamentele representaties voor licht. Zij kunnen op verschillende manieren worden gegenereerd, bijvoorbeeld door computerprogramma’s of door geschikte opnametechnieken.
In de computergraphics worden lichtvelden gewoonlijk gegenereerd door rendering van een driedimensionaal model, of door een reële scène te fotograferen. In beide gevallen moeten de beelden vanuit een groot aantal verschillende kijkrichtingen worden opgenomen om een lichtveld te creëren. Afhankelijk van de gekozen parametrisering liggen deze kijkrichtingen op een lijn, een vlak, een bol of een andere meetkundige vorm. Ook ongestructureerde waarnemingsrichtingen zijn mogelijk.
Lichtvelden kunnen worden gegenereerd met allerlei soorten apparatuur, zoals een met de hand dan wel automatisch beweegbare camera, camera’s die opgesteld zijn in een boog of in een matrix, maar ook met een microlensarray, met een microscoop etc. (zie ook het artikel Plenoptische camera).
Een van de grootste bekende lichtveld-dataset  (Michelangelo’s statue of Night) bevat 24.000 beelden van 1,3 megapixels elk. Het benodigde aantal beelden hangt af van de toepassing.
Het aantal en de plaats van de beelden in een lichtveld en de resolutie van de afzonderlijke beelden wordt de bemonstering van het vierdimensionale lichtveld genoemd.

## Toepassingen van lichtvelden

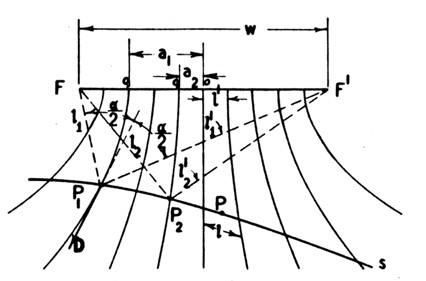
Een naar beneden schijnende lichtbron waarvan de stralingdichtheidsvectoren naar buiten gekromd zijn. Gershun kon de stralingsdichtheid berekenen die op een punt P1, P2 van een oppervlak valt.

Onder computational imaging verstaat men alle methoden om beelden te genereren met gebruikmaking van een computer. Veel van deze methodes werken in het zichtbare deel van het spectrum en produceren lichtvelden. Voor een overzicht van de toepassingen van lichtvelden zou men dan ook alle toepassingen kunnen nalopen van computational photography in kunst, wetenschap, techniek, geneeskunde enzovoort.
Enkele voorbeelden uit de computergraphics zijn:
- Belichtingstechniek: De reden dat Gershun het lichtveld bestudeerde, was dat hij de belichtingspatronen wilde weten die op oppervlakken waar te nemen zijn ten gevolge van lichtbronnen van verschillende vorm boven dit oppervlak. Nevenstaande afbeelding toont een voorbeeld hiervan. Recenter onderzoek hiernaar is verricht door Ashdown.[10]
- Lichtveldrendering: Als men geschikte tweedimensionale doorsnedes uit een vierdimensionaal lichtveld extraheert, kunnen nieuwe aanzichten van de scène worden gegenereerd.[6][7] Afhankelijk van de gekozen parametrisering van het lichtveld en de doorsnedes kunnen deze aanzichten perspectivisch, orthografisch of op andere wijzen geprojecteerd zijn. Lichtveldrendering is een vorm van Image-based modeling and rendering.
- Synthetische-apertuurfotografie: Door het integreren van een zinvolle vierdimensionale deelverzameling van een lichtveld, kan het aanzicht worden benaderd dat zou verkrijgen zijn indien het beeld met een camera met eindige apertuur (dus geen „speldenprikcamera”) was opgenomen. Een dergelijk aanzicht heeft een eindige scherptediepte. Door het lichtveld vóór deze integratie te verschuiven of te krommen, kan op verschillende vlakken evenwijdig aan of schuin ten opzichte van het voorvlak worden gefocusseerd. Als een lichtveld met een camera in de hand wordt opgenomen, kan de scherpstelling van de beelden achteraf nog worden aangepast (zie ook het artikel Plenoptische camera).
- Driedimensionale displays: Als een lichtveld wordt weergegeven door middel van een technologie die elk monster aan de overeenkmstige straal in de ruimte toekent, ontstaat er een autostereoscopisch effect, vergelijkbaar met het zien van de werkelijke scène. Niet-digitale technieken om dit te realiseren, omvatten integrale fotografie, volumetrisch display en holografie. Digitale technieken voor autostereoscopie maken gebruik van lenzenarrays op displays met zeer hoge resolutie, of projectie van het beeld op een lenzenarray met een array van projectoren. Als dit laatste wordt gecombineerd met een array van videocamera’s, kunnen in de tijd veranderende lichtvelden worden opgenomen en geprojecteerd. Met beide methodes kan een driedimensionaal televisiesysteem worden opgebouwd.[11][12]. Beeldgeneratie en het voorvertekenen van sythetische beelden voor holografische stereogrammen behoren tot de eerste voorbeelden van met de computer gegenereerde lichtvelden, die mede tot het latere werk van Levoy eb Hanrahan hebben geleid.[13][14].

- Strooilichtbeperking: Strooilicht (Engels: glare) ontstaat door meervoudige verstrooiing en reflectie van licht binnen een camera en/of een objectief. Deze schittering beperkt het beeldcontrast. Strooilicht werd reeds in de tweedimensionale beeldruimte geanalyseerd.[15] Het is echter zinvol, strooilicht als een verschijnsel in de vierdimensionale stralenruimte te beschouwen.[16] Door statistische analyse van de stralingsruimte binnen in de camera kunnen strooilichtartefacten worden geclassificeerd en verwijderd. In de stralingsruimte gedraagt strooilicht zich als hoogfrequente ruis, die door een uitschieterfilter kan worden beperkt. Door het lichtveld binnen de camera statistisch te analyseren, kan een dergelijke filtering worden gerealiseerd, hoewel dit ook de ruimtelijke resolutie van het beeld vermindert. Met uniforme / niet-uniforme stralingsbemonstering kan stroolicht worden beperkt zonder significante vermindering van de resolutie.[16]

### Lichtveldarchieven
- The Stanford Light Field Archive
- UCSD/MERL Light Field Repository